# Onosma echioides canescens
La viperina siciliana (Onosma echioides subsp. canescens (C.Presl) Peruzzi & N.G.Passal.) è una pianta appartenente alla famiglia delle Boraginacee, endemica della Sicilia.

## Etimologia
L’epiteto della sottospecie fa riferimento alla folta peluria giallastra presente negli organi fiorali.

## Descrizione

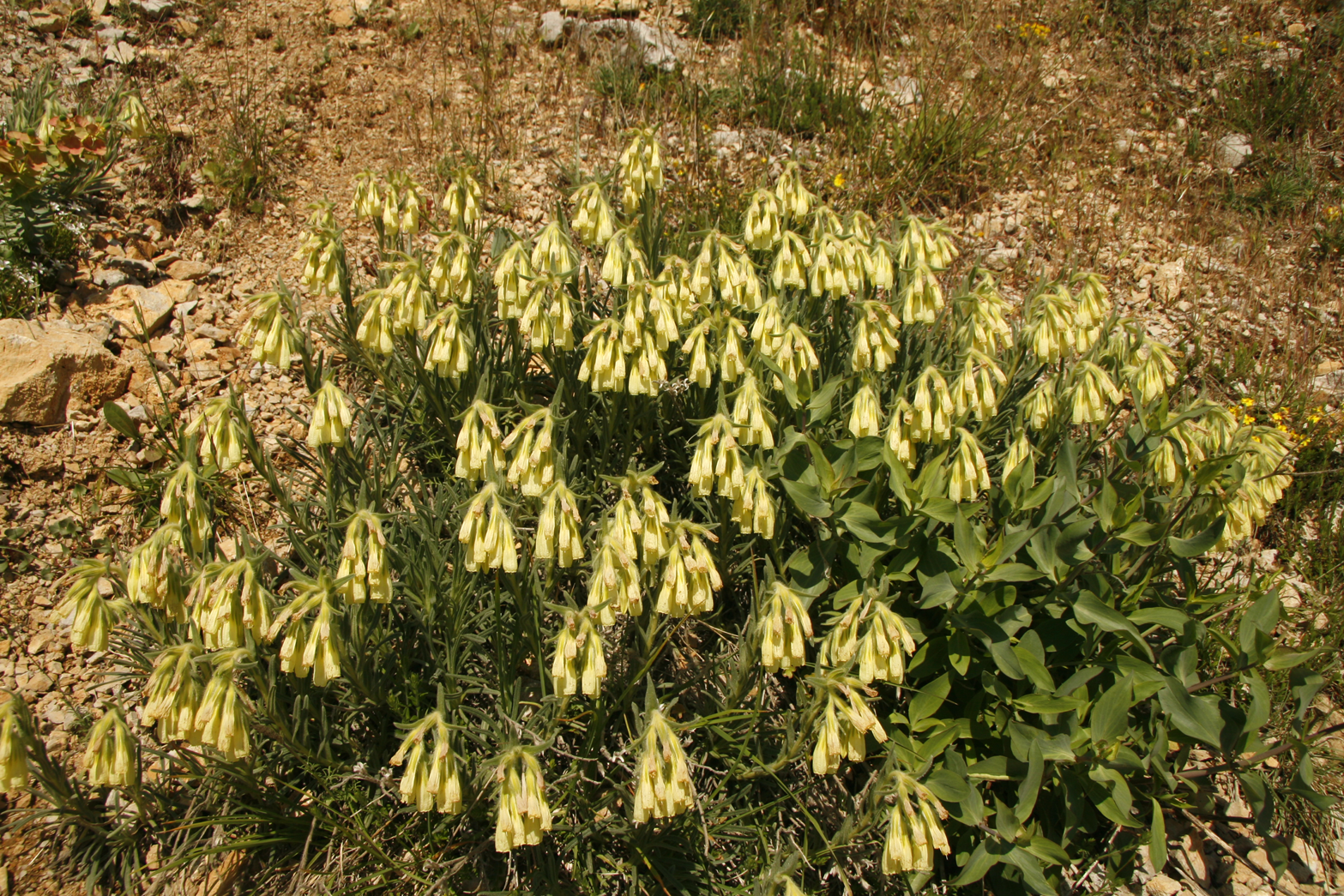
Pianta

Pianta perenne suffruticosa alta 10–60 cm, con fusti legnosi, ricoperta da una peluria giallastra, ispida e non appressata mista ad asterosetole. I rami fioriferi sono ascendenti, con 2-3 ramuli apicali e talora qualche ramo inferiore. Le foglie inferiori sono di 1,5–10 cm, lineari-lanceolate, con bordo generalmente revoluto.

### Foglie
La faccia superiore della lamina è interamente ricoperta da tubercoli con setole stellate (asterosetole).

### Fiori
I fiori sono portati da pedicelli molto brevi. Il calice è di 7-14(15) mm all'antesi, 8-15(19) mm alla fruttificazione. La corolla è di 17–25 mm, giallo-pallida, esternamente densamente pelosa. I mericarpi sono di 2-3,3(3,8) mm.

### Frutti
Il frutto è un mericarpo.

## Biologia
Antesi tra giugno e luglio.

## Distribuzione e habitat
Questa sottospecie è un endemismo della Sicilia settentrionale.
Cresce su pendii calcarei, ghiaioni, rupi, da 0 a 1500 m slm.